# Géographie de l'Essonne
Le département de l'Essonne est un département français situé au sud ouest de la région Île-de-France. Il est pour 40 % de son territoire intégré à l’agglomération parisienne.

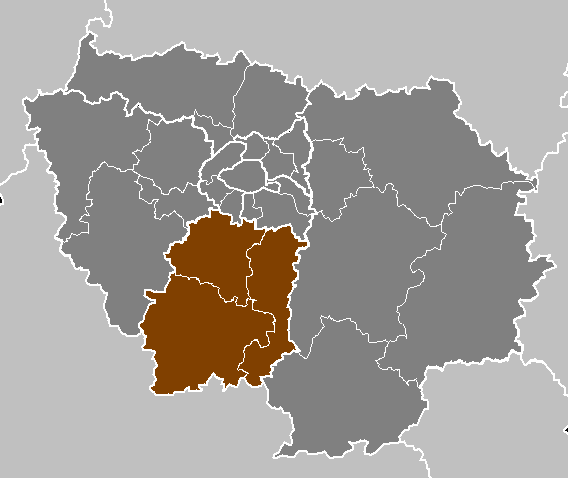
Situation géographique du département dans la région Île-de-France

## Caractéristiques générales

### Étendue
Situé au sud-ouest de Paris, ce département a une superficie de 1 804,4 km2. Il est habité par 1 208 004 personnes, au recensement de 2009 (soit un densité de population de 669 personnes au km2).

### Climat
Le département de l’Essonne se caractérise par un climat océanique dégradé, principalement sous l’influence des régimes d’Ouest - Sud-Ouest.
Cela se traduit par une fréquence élevée des pluies (environ cent soixante jours par an), paradoxalement l’Essonne figure parmi les départements les plus secs de France, le mot sec étant relatif aux quantités de pluie (cinq cent soixante millimètres par an à Brétigny-sur-Orge contre huit cent soixante-dix millimètres à Nice ou six cent trente millimètres à Marseille). Les précipitations sont bien réparties tout au long de l’année, toutefois l’été connaît des précipitations surtout sous forme d’averses orageuses brèves mais intenses. De 1947 à 2006 la station comptabilise en moyenne vingt-deux jours par an d’orage, seize jours par an de neige, ainsi que quarante-quatre jours par an de brouillard. L’ensoleillement est de 1790 heures par an.
L’influence du climat continental entraîne cependant des écarts parfois importants et des records de température élevés avec 42 °C relevés le 25 juillet 2019 et très bas à −20,6 °C le 8 janvier 2010. À noter que les températures minimales sont systématiquement plus élevées d’un à deux degrés celsius dans le nord du département du fait de la densité urbaine plus forte.

### Relief
Le terrain s’étage ainsi en un vaste plateau sur la moitié ouest, descendant en pente douce vers la pénéplaine de la Seine au nord-est et entrecoupé de vallées plus ou moins encaissées. Le point culminant du département est ainsi situé à cent soixante-dix-huit mètres à Pecqueuse tandis que le point le plus bas, en bord de Seine est positionné à trente-et-un mètres à Vigneux-sur-Seine.
RER C au centre et RER D à l’est, les lignes d’autobus et l’aéroport de Paris-Orly implanté au nord du département.

Paysages de l'Essonne :
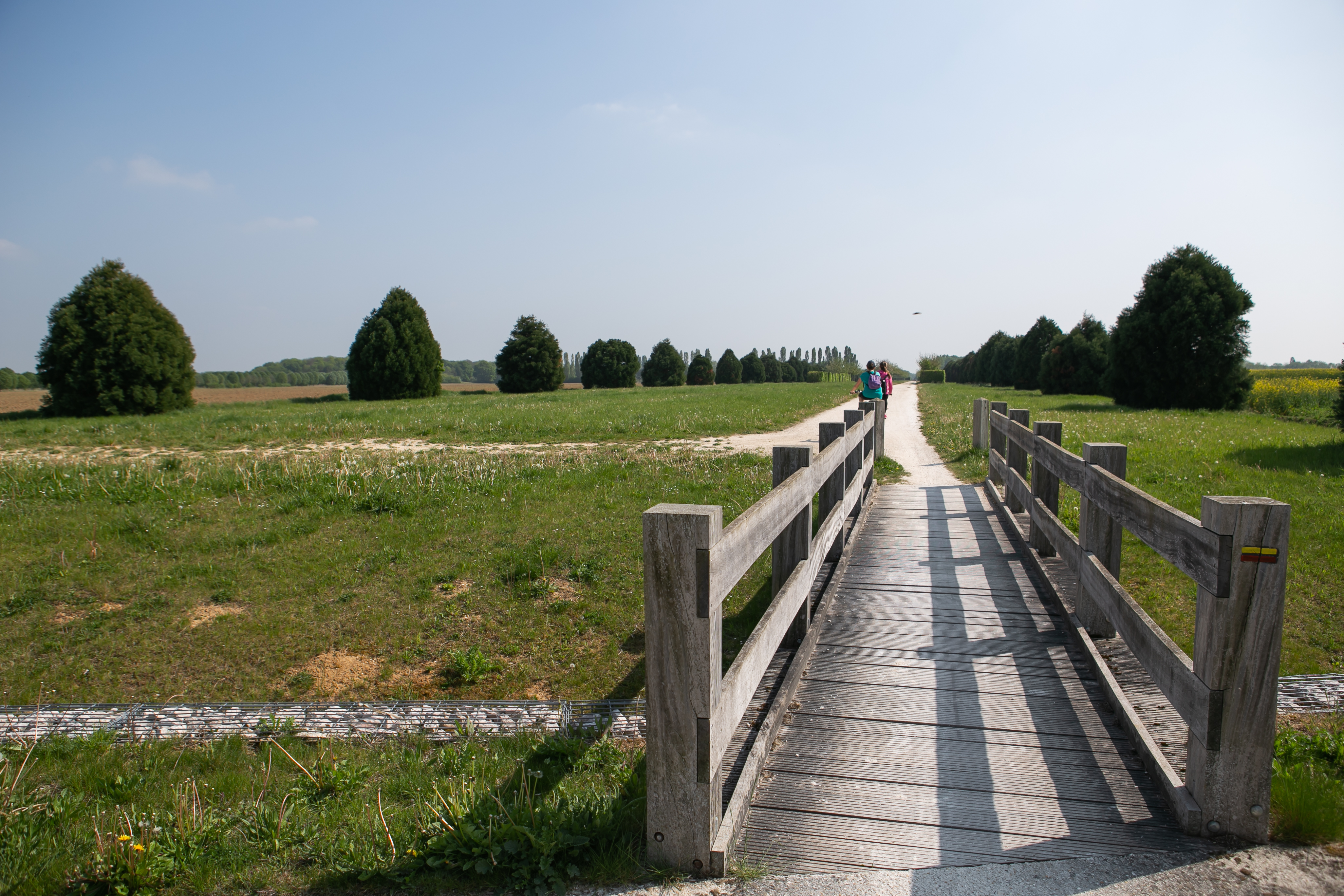
Allée royale de Sénart, à la limite est avec la Seine-et-Marne.
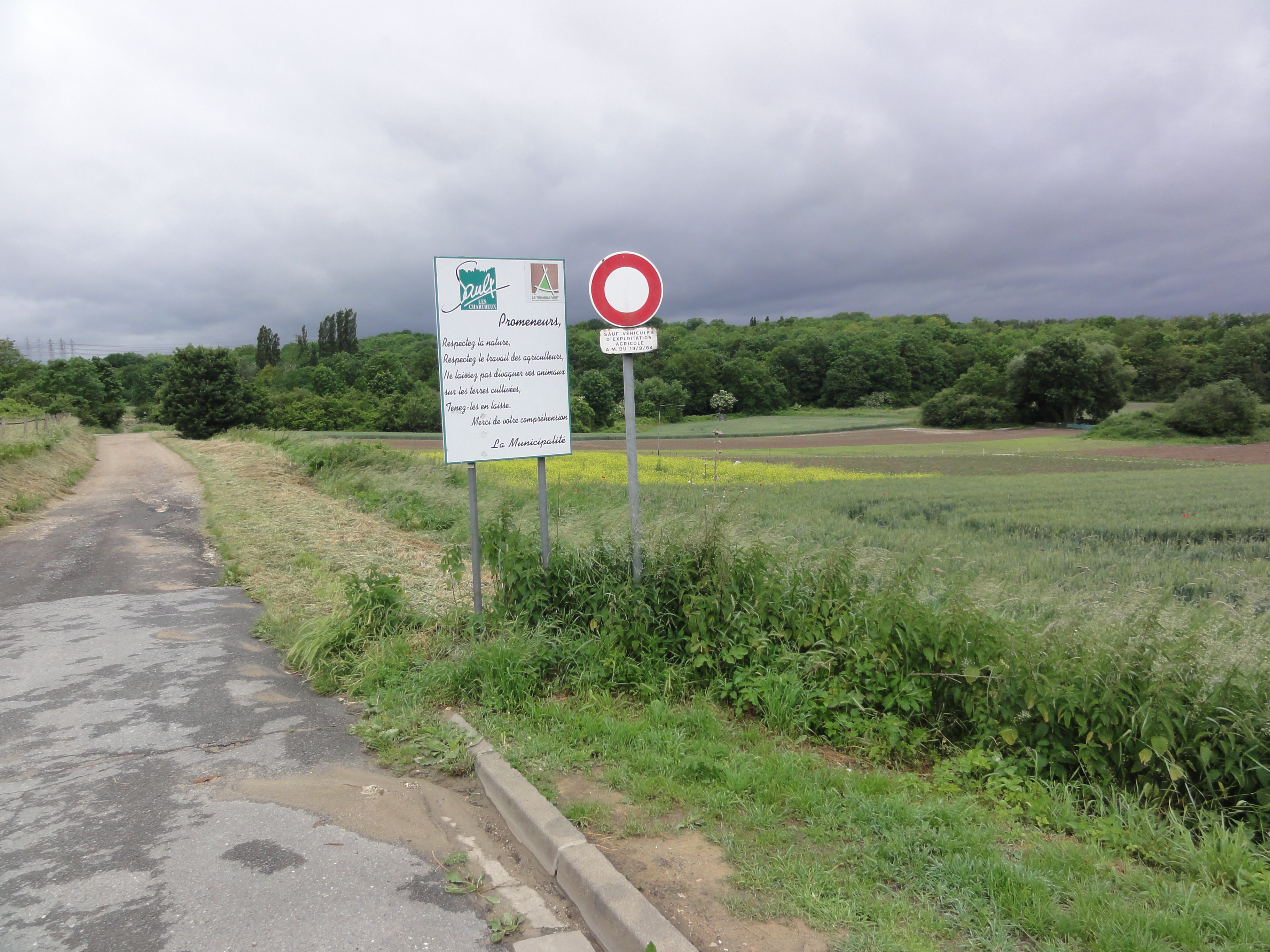
Saulx-les-Chartreux, au nord.
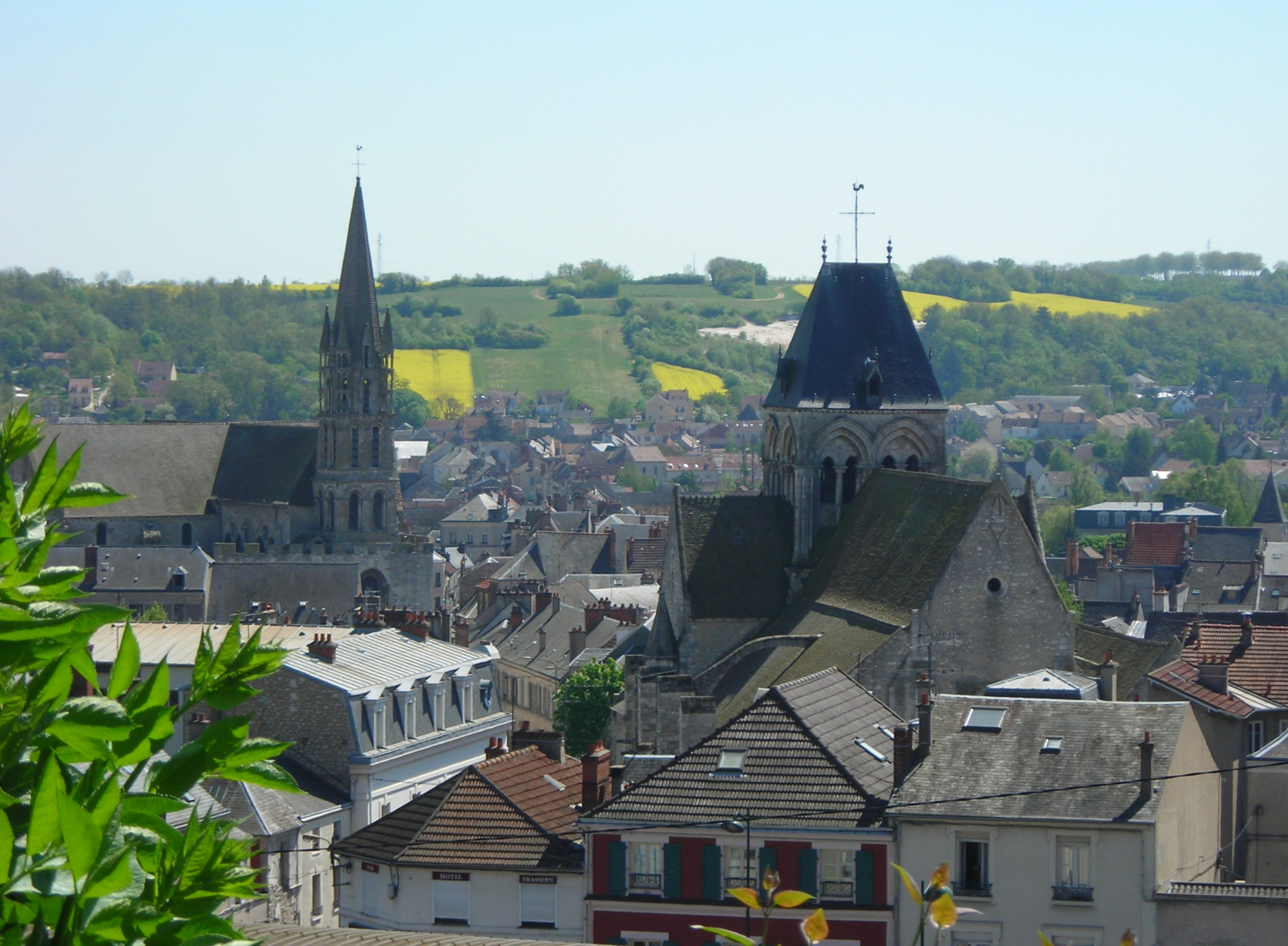
Étampes, vers le sud-ouest.

### Géologie
Le département de l’Essonne est géologiquement implantée dans le Bassin parisien. Son sous-sol est relativement homogène sur l’ensemble du territoire avec quelques variations entre le sud et le nord-est. Au sud-est le sous-sol est constitué de couches successives de sable de Fontainebleau et de calcaire. Au nord-ouest et à l’est, le calcaire est remplacé par de la marne et dans les vallées de l’Yvette et de la Bièvre, le sable compacté forme des blocs de meulière. Au centre du territoire, le gypse se mêle au calcaire et la marne. Dans les vallées de l’Essonne et de l’Orge s’ajoutent une couche d’argile à silex, et à l’extrême est du territoire, dans le Gâtinais, en profondeur une couche de craie. Au nord-est de la Seine, le plateau briard est composé de couches successives de marne, de sable et de calcaire.

### Hydrographie
Plusieurs cours d'eau arrosent le département, dont l'Essonne, rivière affluent de la Seine, qui lui donna son nom. Le principal, le fleuve la Seine passe au nord-est du territoire, il entre par l’est au Coudray-Montceaux et parcourt vingt-quatre kilomètres jusqu’à Vigneux-sur-Seine. Les rivières le traversant sont : la Juine, la Rimarde, l'Orge, la Bièvre, l'Yvette, la Chalouette, la Charmoise, l'École, la Louette, la Prédecelle, la Rémarde, la Renarde, le Réveillon, la Salmouille et l'Yerres.

## Subdivisions

### Anciennes provinces française
Le territoire de l'Essonne se confond avec une partie d'anciennes provinces, dont notamment le Hurepoix, le Gâtinais.

### Cantons et villes
Le département est composé de trois arrondissements : arrondissement d'Évry à l'est, arrondissement d'Étampes au sud ouest, arrondissement de Palaiseau au nord ouest.
L’arrondissement d’Évry est composé de dix-sept cantons regroupant cinquante-deux communes

Localisation de l'arrondissement d'Évry

- Le canton de Brunoy sur la totalité de la commune de Brunoy.
- Le canton de Corbeil-Essonnes-Est sur la moitié de la commune de Corbeil-Essonnes.
- Le canton de Corbeil-Essonnes-Ouest sur la moitié de la commune de Corbeil-Essonnes et celle de Villabé.
- Le canton de Draveil sur la totalité de la commune de Draveil.
- Le canton d'Épinay-sous-Sénart qui groupe quatre communes avec Boussy-Saint-Antoine, Épinay-sous-Sénart, Quincy-sous-Sénart et Varennes-Jarcy.
- Le canton d'Évry-Nord sur la moitié de la commune d’Évry et celle de Courcouronnes.
- Le canton d'Évry-Sud sur la moitié de la commune d’Évry et celles de Bondoufle et Lisses.
- Le canton de Grigny sur la totalité de la commune de Grigny.
- Le canton de Mennecy qui groupe douze communes avec Auvernaux, Ballancourt-sur-Essonne, Champcueil, Chevannes, Écharcon, Fontenay-le-Vicomte, Le Coudray-Montceaux, Mennecy, Nainville-les-Roches, Ormoy, Vert-le-Grand et Vert-le-Petit.
- Le canton de Milly-la-Forêt qui groupe douze communes avec Boigneville, Buno-Bonnevaux, Courances, Courdimanche-sur-Essonne, Dannemois, Gironville-sur-Essonne, Maisse, Milly-la-Forêt, Moigny-sur-École, Oncy-sur-École, Prunay-sur-Essonne et Soisy-sur-École.
- Le canton de Montgeron sur la totalité de la commune de Montgeron.
- Le canton de Morsang-sur-Orge qui groupe deux communes avec Fleury-Mérogis et Morsang-sur-Orge.
- Le canton de Ris-Orangis sur la totalité de la commune de Ris-Orangis.
- Le canton de Saint-Germain-lès-Corbeil qui groupe sept communes avec Étiolles, Morsang-sur-Seine, Saint-Germain-lès-Corbeil, Saint-Pierre-du-Perray, Saintry-sur-Seine, Soisy-sur-Seine et Tigery.
- Le canton de Vigneux-sur-Seine sur la totalité de la commune de Vigneux-sur-Seine.
- Le canton de Viry-Châtillon sur la totalité de la commune de Viry-Châtillon.
- Le canton d'Yerres qui groupe deux communes avec Crosne et Yerres.

L’arrondissement d’Étampes est composé de six cantons regroupant soixante-dix neuf communes

Localisation de l'arrondissement d'Étampes

- Le canton de Dourdan qui regroupe onze communes avec Authon-la-Plaine, Chatignonville, Corbreuse, Dourdan, La Forêt-le-Roi, Les Granges-le-Roi, Mérobert, Plessis-Saint-Benoist, Richarville, Roinville et Saint-Escobille.
- Le canton d'Étampes qui regroupe onze communes avec Boissy-le-Sec, Boutervilliers, Bouville, Brières-les-Scellés, Chalo-Saint-Mars, Étampes, Morigny-Champigny, Ormoy-la-Rivière, Puiselet-le-Marais, Saint-Hilaire et Valpuiseaux.
- Le canton d'Étréchy qui regroupe douze communes avec Auvers-Saint-Georges, Bouray-sur-Juine, Chamarande, Chauffour-lès-Étréchy, Étréchy, Janville-sur-Juine, Lardy, Mauchamps, Souzy-la-Briche, Torfou, Villeconin et Villeneuve-sur-Auvers.
- Le canton de La Ferté-Alais qui regroupe douze communes avec Baulne, Boissy-le-Cutté, Boutigny-sur-Essonne, Cerny, D'Huison-Longueville, Guigneville-sur-Essonne, Itteville, La Ferté-Alais, Mondeville, Orveau, Vayres-sur-Essonne et Videlles.
- Le canton de Méréville qui regroupe vingt-deux communes avec Abbéville-la-Rivière, Angerville, Arrancourt, Blandy, Bois-Herpin, Boissy-la-Rivière, Brouy, Chalou-Moulineux, Champmotteux, Congerville-Thionville, Estouches, Fontaine-la-Rivière, Guillerval, La Forêt-Sainte-Croix, Marolles-en-Beauce, Méréville, Mespuits, Monnerville, Pussay, Roinvilliers, Saclas et Saint-Cyr-la-Rivière.
- Le canton de Saint-Chéron qui regroupe onze communes avec Angervilliers, Boissy-sous-Saint-Yon, Breuillet, Breux-Jouy, Le Val-Saint-Germain, Saint-Chéron, Saint-Cyr-sous-Dourdan, Saint-Maurice-Montcouronne, Saint-Sulpice-de-Favières, Saint-Yon et Sermaise.

L’arrondissement de Palaiseau est constitué de dix neuf cantons regroupant soixante-cinq communes

Localisation de l'arrondissement de Palaiseau

- Le canton d'Arpajon qui groupe dix communes avec Arpajon, Avrainville, Bruyères-le-Châtel, Cheptainville, Égly, Guibeville, Leuville-sur-Orge, La Norville, Ollainville, Saint-Germain-lès-Arpajon.
- Le canton d'Athis-Mons qui groupe deux communes avec Athis-Mons et Paray-Vieille-Poste.
- Le canton de Bièvres qui groupe six communes avec Bièvres, Saclay, Saint-Aubin, Vauhallan, Verrières-le-Buisson, Villiers-le-Bâcle.
- Le canton de Brétigny-sur-Orge qui groupe cinq communes avec Brétigny-sur-Orge, Leudeville, Marolles-en-Hurepoix, Le Plessis-Pâté, Saint-Vrain.
- Le canton de Chilly-Mazarin qui groupe trois communes avec Chilly-Mazarin, Morangis, Wissous.
- Le canton de Gif-sur-Yvette sur la totalité de la commune de Gif-sur-Yvette.
- Le canton de Juvisy-sur-Orge qui groupe deux communes avec Juvisy-sur-Orge et Savigny-sur-Orge en partie.
- Le canton de Limours qui groupe douze communes avec Boullay-les-Troux, Briis-sous-Forges, Courson-Monteloup, Fontenay-lès-Briis, Forges-les-Bains, Gometz-la-Ville, Gometz-le-Châtel, Janvry, Limours, Les Molières, Pecqueuse, Vaugrigneuse.
- Le canton de Longjumeau qui groupe quatre communes avec Épinay-sur-Orge, Longjumeau, Villemoisson-sur-Orge, Villiers-sur-Orge.
- Le canton de Massy-Est qui recouvre en partie Massy.
- Le canton de Massy-Ouest qui recouvre en partie Massy.
- Le canton de Montlhéry qui groupe sept communes avec Marcoussis, La Ville-du-Bois, Longpont-sur-Orge, Montlhéry, Linas, Nozay, Saint-Jean-de-Beauregard.
- Le canton d'Orsay qui groupe deux communes avec Bures-sur-Yvette et Orsay.
- Le canton de Palaiseau qui groupe deux communes avec Igny et Palaiseau.
- Le canton de Sainte-Geneviève-des-Bois sur la totalité de la commune de Sainte-Geneviève-des-Bois.
- Le canton de Saint-Michel-sur-Orge sur la totalité de la commune de Saint-Michel-sur-Orge.
- Le canton de Savigny-sur-Orge sur une partie de la commune de Savigny-sur-Orge.
- Le canton des Ulis sur la totalité de la commune des Ulis.
- Le canton de Villebon-sur-Yvette qui groupe cinq communes avec Ballainvilliers, Champlan, Saulx-les-Chartreux, Villebon-sur-Yvette, Villejust.

## Démographie
Le département de l'Essonne ayant été créé officiellement en 1968, les décomptes antérieurs à cette date sont dénombrés sur le département de Seine-et-Oise.
| 1968    | 1975    | 1982    | 1999      | 2006      | 2007      | 2008      | 2009      | 2010      |
| ------- | ------- | ------- | --------- | --------- | --------- | --------- | --------- | --------- |
| 673 325 | 923 063 | 988 000 | 1 134 026 | 1 198 273 | 1 201 994 | 1 205 850 | 1 208 004 | 1 215 340 |